# 2011-es Roland Garros
A 2011-es Roland Garros az év második Grand Slam-tornája, a Roland Garros 110. kiadása volt. 2011. május 22. és június 5. között került lebonyolításra Párizsban.
A férfiak mezőnyében a címvédő Rafael Nadal diadalmaskodott. A spanyol játékos hatodik alkalommal nyert ezen a tornán, ezúttal – immár negyedik alkalommal – a svájci Roger Federer volt döntőbeli ellenfele.
A nőknél Li Na első Grand Slam-győzelmét aratta. Ellenfele a címvédő olasz Francesca Schiavone volt a döntőben, aki pályafutása második egyéni Grand Slam-döntőjét játszotta.

## Kapcsolódó szócikkek

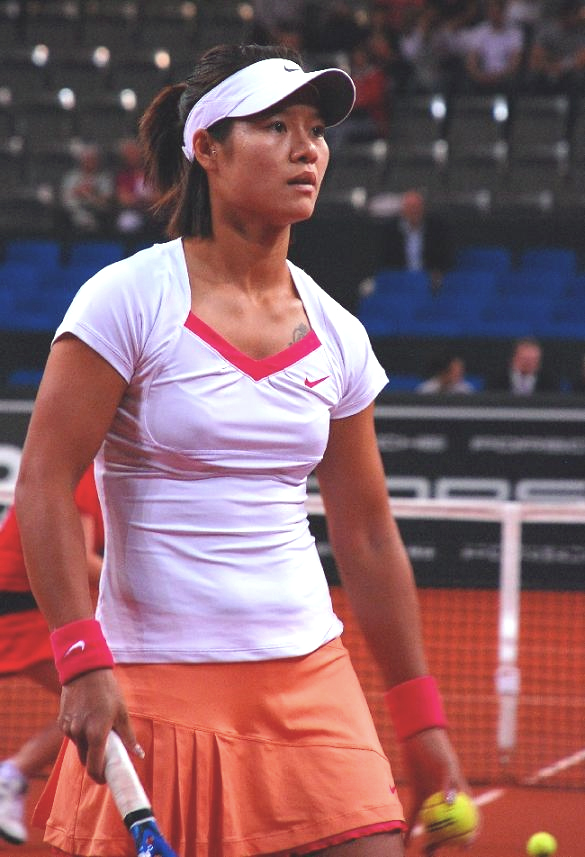
Li Na pályafutása első Grand Slam-tornáját nyerte meg

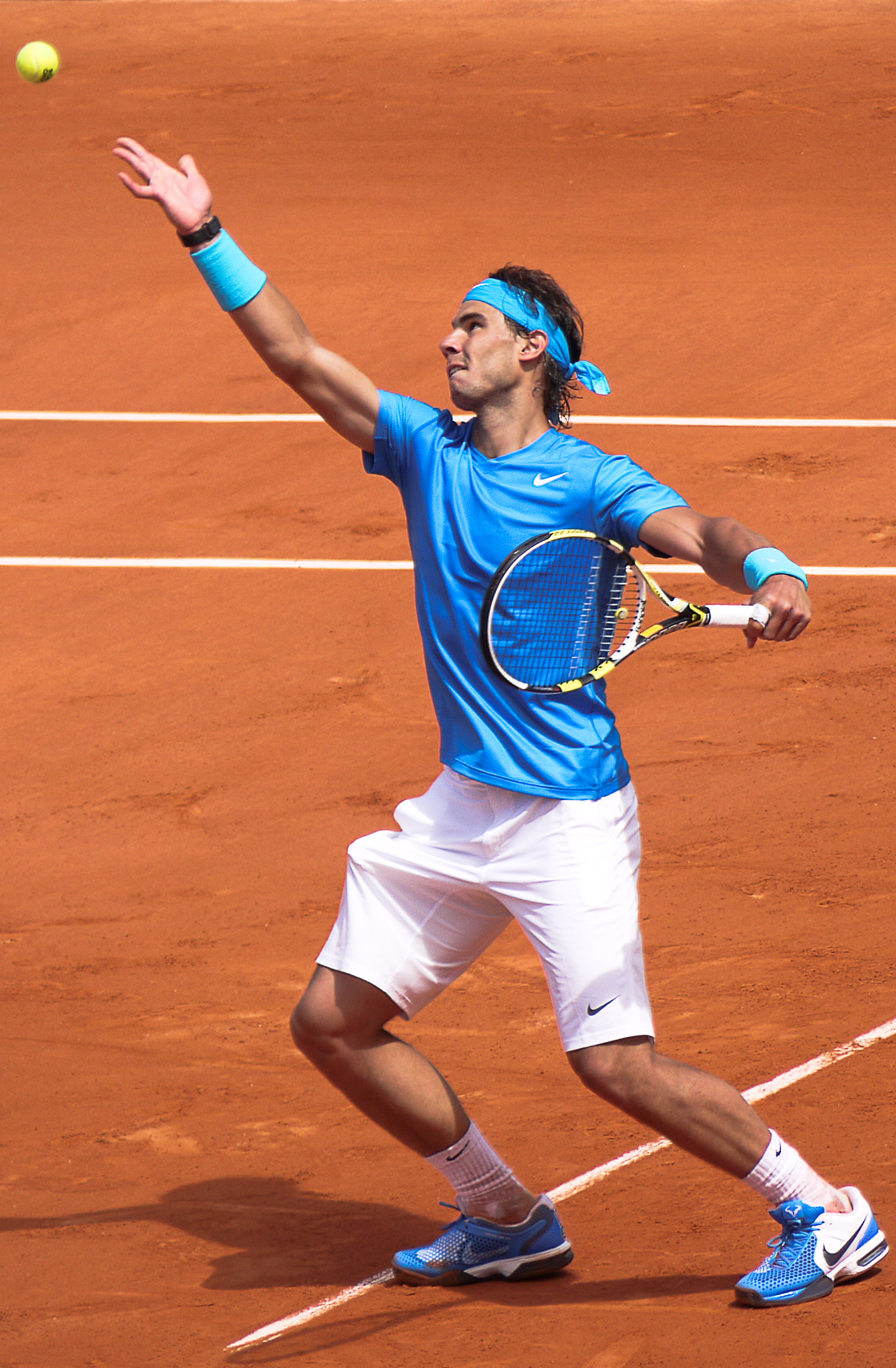
Rafael Nadal pályafutása hatodik győzelmét szerezte a Roland Garroson

## Döntők

### Férfi egyes
Rafael Nadal –  Roger Federer 7–5, 7–6(3), 5–7, 6–1

### Női egyes
Li Na –  Francesca Schiavone 6–4, 7–6(0)

### Férfi páros
Makszim Mirni /  Daniel Nestor –  Juan Sebastian Cabal /  Eduardo Schwank 7–6(3), 3–6, 6–4

### Női páros
Andrea Hlaváčková /  Lucie Hradecká –  Szánija Mirza /  Jelena Vesznyina 6–4, 6–3

### Vegyes páros
Casey Dellacqua /  Scott Lipsky –  Katarina Srebotnik /  Nenad Zimonjić 7–6(6), 4–6, [10–7]

### Juniorok

#### Fiú egyéni
Bjorn Fratangelo– Dominic Thiem, 3–6, 6–3, 8–6

#### Lány egyéni
Unsz Dzsábir– Mónica Puig, 7–6(8), 6–1

#### Fiú páros
Andrés Artuñedo /  Roberto Carballes– Mitchell Krueger /  Shane Vinsant, 5–7, 7–6(5), [10–5]

#### Lány páros
Irina Hromacsova /  Maryna Zanevska– Viktorija Kan /  Demi Schuurs, 6–4, 7–5